# Paul Oldenkott

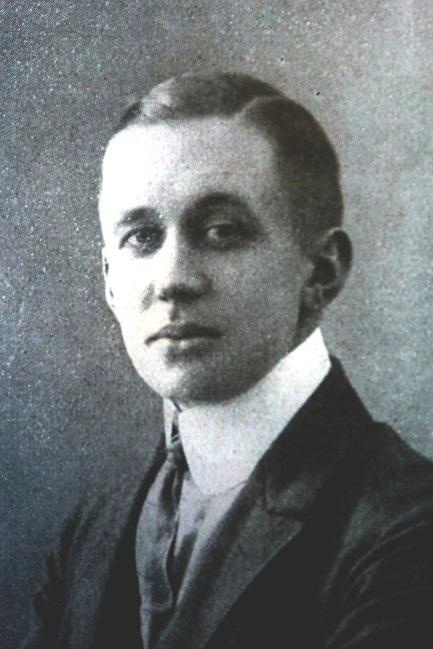
Paul Oldenkott (1889–1965)

Paul Oldenkott (* 10. August 1889 in Ahaus; † 3. März 1965 ebenda) war ein deutscher Tabakfabrikant.

## Leben
Als Sohn der Eheleute Jacob Bernhard Oldenkott und Maria Theresia Hüesker entstammte Paul Oldenkott einer ursprünglich niederländischen  Fabrikantenfamilie. Im Jahre 1920 heiratete er in Koblenz Annemarie von Guerard, Tochter von Theodor von Guérard. Aus der Ehe gingen drei Söhne und eine Tochter hervor, darunter der Diplomat Bernd Oldenkott, der unter anderem Botschafter in Nigeria, Äthiopien sowie Thailand war, sowie Sohn Paul Theodor Oldenkott, ein bekannter Neurochirurg.
Im Jahre 1911 übernahm Paul, im Ersten Weltkrieg schwer verwundet, die von seinem Vater in Saulgau errichtete Zigarettenfabrik, sein älterer Bruder Theo, 1916 in der Schlacht um Verdun gefallen, übernahm 1912 die in Hagen gegründete Firma „Westdeutsche Zigarettenfabrik Theodor Oldenkott AG“. Am 1. Oktober 1819 wurde in Ahaus eine Tabakfabrikation gegründet und hierzu  der Nordflügel des Schlosses Ahaus angemietet. Am 10. Oktober 1919, dem Tag des hundertjährigen Bestehens der Firma, wurde Paul von seinem Vater in das Ahauser Unternehmen aufgenommen. Die schlechte Weltwirtschaftslage und auch der Rückgang des Pfeifenrauchens führten 1929 zur Stilllegung  und zum Verkauf des Betriebes in Ahaus. Das Schloss Ahaus blieb bis zur völligen Zerstörung im März 1945 Wohnsitz der Familie Oldenkott. 1949 kaufte der Kreis Ahaus auf Betreiben des Landrats Felix Sümmermann die Schlossruine und den Schlossgarten.